# Видин капија у Нишкој тврђави
Видин капија или северна капија у Нишкој тврђави један је од четири улаза (излаза) на утврђеном земљаном бедему који су Османлија (током реконструкције и доградње старе Античке тврђаве) изградиле у периоду од 1719—1723. године. Име је добила по правцу пута који је водио на север, ка Видину (граду на крајњем северозападу Бугарске).

## Статус и категорија заштите
Због свог историјског и археолошког значаја Видин капија у Нишкој тврђави проглашена је, 23. децембра 1982. године, за „Културно добро од великог значаја“ и под бројем СК 289 уведено је у централни регистар споменика културе у Републици Србији. Као основ за упис у регистар послужило је решење Завода за заштитуту и научно проучавање споменика културе НРС бр.671/48 од 6. маја 1948. године.
Надлежни завод који води месни регистар и бригу о овом археолошком локалитету је: Завод за заштиту споменика културе Ниш.

## Историја
Тврђава Хисар у Нишу, грађена је као утврђени земљани бедем, на коме се налазило седам бастиона — табија, удаљених међусобно по 200 метара. На јужној страни Тврђаве налазио се ров широк осам до десет стопа и испуњен водом из реке Нишаве. У тврђаву се могло ући и из ње изађин кроз четири велике капије, од којих је из западне водио пут ка Београду, северне ка Видину, јужне ка Стамболу и Солуну и југоисточне ка градском насељу изван зидина тврђаве Јагодин мали.
Данашње утврђење артиљеријског типа подигле су Османлије у периоду од 1719. до 1723. године на простору античког и раног средњовековног утврђења. Наиме Султановом повељом од 19. фебруара 1719. одлучено је да се у Нишу изгради јака тврђава. У пролеће исте године отпочели су радови по пројекту главног архитекте Мехмед аге и његовог брата Мустафа аге, главног организатора радова. Прве године градње, 1719. године, ангажовао је више десетина хиљада спахија из десет санџака Румелијског беглербеглука, а 1722. године из 14 санџака. Последње године градње бедема, 1723, доведено је 40 мајстора каменорезаца из Цариграда, а бедем је зидало 400 зидара. Завршетак радова обележен је свечаностима и постављањем плоче са записом на Стамбол капији, јуна 1723. године.
Као и свако артиљеријско утврђење, данашња Нишка тврђава има полигоналну основу, са седам неједнаких страна и четири велике капије (Стамбол врата, Београдска врата,  Водена или јагодинмалска врата и Видинска врата), једном малом капијом (тзв.потерна врата, „вратанца“ којима се излази у градске ровове) и осам бастионих тераса. Са бедемима дужине 2.100 m који су широки 3 m, а високи 8 m тврђава захвата површину од 22 ha, 80 ари и 52 m².
Коначни, данашњи изглед, Нишка тврђава добила је 1737. године када су Османлије у њој накнадно доградиле још неколико објеката.

## Положај, пространство и изглед објекта
Видин капија у Нишкој тврђави, налазе се на северозападном делу бедема Нишке тврђава, западно од данашње капије за пролаз аутомобила и пешака (види слику).
Капија има четири бочне просторије које су служиле за смештај стражара.
Видин капија једна је од две недовољно сачуване капије (од укупно четири исте намене) која је ван функције, и није адекватно презентована и препуштена је зубу времена.